# Эммануэль 2
«Эмманюэль 2» (фр. Emmanuelle: L'antivierge, «Эмманюэль: антидевственница») — французский эротический фильм.

## Сюжет
Эммануэль плывёт на пароме в Гонконг к своему мужу Жану. Бронирование отдельной каюты не срабатывает, и Эммануэль вынуждена разместиться в общем отсеке. Здесь, среди множества азиатских женщин, она знакомится (и позже занимается любовью) с европейкой, которая ночью рассказывает ей, что когда она училась в школе в Макао её изнасиловали три девочки-азиатки, и что с тех пор ей нравится заниматься любовью с женщинами.
По прибытии в Гонконг Эммануэль узнает, что у них гостит друг Жана — Кристофер, лётчик и контрабандист антиквариата. Эммануэль флиртует с ним, но он не решается ответить на её заигрывания. Позже он сопровождает Эммануэль за покупками, и она мимоходом проходит сеанс в кабинете иглоукалывания, во время которого представляет, как занимается любовью с Кристофером.
Эммануэль и Жан отправляются на званый вечер к Лауре, с которой у Жана в отсутствие жены был роман. Об этом он преспокойно рассказывает Эммануэль, а та так же спокойно упоминает об этом в разговоре с Лаурой, чем смущает её. Там же они знакомятся с Анной-Марией, падчерицей Лауры. Анна-Мария и Эммануэль становится подругами, и девушка рассказывает ей, что она все ещё девственница.
Позже Эммануэль переживает сексуальные приключения с темнокожим учителем танцев, сильно татуированным игроком в поло и тремя матросами в борделе «Сад Джет» (она пришла туда предупредить Кристофера, что его разыскивает полиция. Кристофер спешно улетает, так и не посмев прикоснуться к жене друга, чем очень огорчает её).
Также Эммануэль в обществе мужа и Анны-Марии посещает массажный салон, где три обнажённые девушки-массажистки делают всем троим эротический массаж.
Эммануэль и Жан приглашают Анну-Марию поехать с ними на Бали и она соглашается. На острове они смотрят традиционный балийский танец кечак на сюжет из «Рамаяны». Во время представления Анна-Мария знакомится с молодым человеком и идёт гулять с ним. Вернувшись, девушка застаёт Эммануэль и Жана только что вышедшими из душа. Жан не видит её, и Эммануэль, сделав ей знак молчать, спрашивает у него, нравится ли ему Анна-Мария. Жан отвечает что нравится, после чего они занимаются любовью втроём.

## В ролях
- Сильвия Кристель — Эммануэль
- Умберто Орсини — Жан
- Катрин Риве — Анна-Мария
- Фредерик Лагаш — Кристофер
- Флоренс Лафума — Лаура
- Том Кларк — Питер
- Лаура Гемсер — массажистка
- Венантино Венантини — игрок в поло

## Другие названия
- Emmanuelle l’antivierge
- Эммануэль 2, Эммануэль — антидевственница, Эммануэль 2: радости женщины
- Emmanuelle l’antivergine
- Emmanuelle II, Emmanuelle: The Joys of a Woman, Emmanuelle — The Joys of a Woman
- Emmanuelle 2